# 和田重次郎
和田 重次郎（わだ じゅうじろう、1875年（明治8年）1月6日 - 1937年（昭和12年）3月5日）は、北アメリカ、アラスカ、カナダで著名なマッシャー（犬ぞり使い）。金鉱発掘やトレイル開拓、遭難船救助など行う。アラスカで行われる屋内マラソンランナーとしても三度の優勝を飾る。

## 経歴
- 1875年（明治8年）、現在の愛媛県西条市小松町に源八、セツ（後妻）の次男として生まれる。源八の先妻、アキには2人の男子がおり、和田家としては四男にあたる。
- 1879年（明治12年）、4歳のときに父の源八が死去し、母のセツとともに、セツの実家のある愛媛県温泉郡素鵞村（現：松山市日の出町）に身を寄せる。
- 1891年（明治24年）、16歳で、「アシはアメリカに渡って住友になるぞな」という言葉を残し、松山を飛び出す。
- 1892年（明治25年）、17歳のときにアメリカに密航。サンフランシスコに到着するも、北氷洋捕鯨の補給船バラエナ号に売られ、3年間をケビン・ボーイ（キャビン・ボーイ、船室給仕）として過ごす。越冬のため停泊していたカナダのハーシャル島でイヌイットやその犬ぞりと出会い、交流を深める。
- 1894年（明治27年）、バラエナ号との契約期間を終え、サンフランシスコに戻る。報酬を日本の母に送金した後、アラスカに戻り、犬ぞりを駆って、狩猟で得た毛皮で交易を行う。
- 1896年（明治29年）、日本に帰国し、3ヶ月後に再び渡米、補給船ジェニー号の乗組員として、ポイントバローに寄港。遭難していた捕鯨船ナパック号の救助にあたる。その後、乗船していたジェニー号もスミス湾上で氷に閉じ込められ、食料も尽きる頃、重次郎が犬ぞり隊を先導し、カリブー猟を行い、ジェニー号と補助船ニューポート号の食料を確保、乗組員の命を救う。その後、補給船の乗組員として、アラスカ各地に渡り、金鉱脈の発掘を行う。
- 1903年（明治36年）、チェナーでの金鉱発見をいち早くドーソン・シティの新聞に伝え、アラスカ史上に名高い「タナナ・スタンピード」（ゴールドラッシュ）を引き起こす。
- 1906年（明治39年）、イヌイットの一団と毛皮を売りにノームを訪れるが、集金した代金を全て盗まれる。重次郎が着服したとの嫌疑をかけられ、留置場に入れられるが、裁判では、2人のエスキモーの証言によって無罪放免となる。この頃、結婚し一人娘、日米子（ヒメコ）=ヘレン・ワダ・シルベーラを授かる。
- 1907年（明治40年）、ノームの室内競技場イーグルス・ホール竣工記念50マイル競争に出場、優勝を飾る。
- 1910年（明治43年）、スワードの商工会議所からの依頼を受け、アイディタロッド・トレイルの開拓を行う。
- 1912年（明治45年）、タバスコ王、エドワード・マキルヘニーと組んで鉱山開発に取り組むも、日本のスパイ説が流布され、身を隠すことを余儀なくされる。その間もカナダ北部を拠点に北極圏を犬ぞりで走り回る。
- 1920年（大正9年）頃には、カナダで石油探査員として活躍、石油シンジケートの代表も務める。
- 1924年（大正13年）、ノームでジフテリアが大流行し、1400余人の住民が全滅の危機にさらされるが、レオナルド・セパラと愛犬のトーゴー率いる犬ぞり隊が、アイディタロッド・トレイル開拓時代に、重次郎が走ったルートを逆走して血清を運び、町を救う。
- 1933年（昭和8年）、母のセツが死去、重次郎は母の死を翌年の1934年（昭和9年）に知る。その後、鉱山開発の傍ら、シカゴやアメリカ西部を回り、トレイル開拓や鉱山発掘の体験談を講演して歩く。
- 1937年（昭和12年）、滞在先のサンディエゴで倒れ、3日後に郡病院で死去。マウント・ホープの墓地に埋葬される。
- 1973年（昭和48年）、ノームでのジフテリア被害を救った犬ぞり隊の偉業を讃え、アンカレッジ - ノーム間、1135マイル（1862キロ）に及ぶ、世界最長の犬ぞりレース、アイディタロッド国際犬ぞりレースが開催され、今日まで続いている。
- 2005年（平成17年）、重次郎の娘の日米子の曾孫が見つかる。代表として、ヘザー・オヘア（Heather O'Hare）が重次郎が幼少期を過ごした松山市を訪問。
- 2007年（平成19年）、重次郎が幼少期を過ごした母のセツの故郷、愛媛県松山市日の出町の石手川緑地に顕彰碑とブロンズ像が建立される。